# Voglia di dote e non di moglie
Voglia di dote e non di moglie è un'opera in due atti di Carlo Coccia, su libretto di Francesco Aventi. La prima rappresentazione ebbe luogo al Teatro Comunale di Ferrara durante il carnevale del 1809.
Gli interpreti della prima rappresentazione furono:
| Personaggio | Interprete         |
| ----------- | ------------------ |
| Ninetta     | Chiara Leon        |
| Prospero    | Mariano De Gobbis  |
| Lucindo     | Giuseppe Crespi    |
| Merlino     | Giuseppe Lipparini |
| Fabbrizio   | Giovanni Bendassi  |
| Lisetta     | Teresa Lusini      |

## Trama
L'azione avviene nel paese di Pianoro, parte in piazza, parte in locanda, parte in casa di Prospero.

### Atto I
Merlino, truffatore di professione, ha fatto credere all'ambizioso Prospero, con l'aiuto dell'amico Fabbrizio, di essere un facoltoso marchese e gli ha chiesto in moglie la figlia Ninetta, nell'intento di farsi consegnare la dote e poi fuggire.
Ma i piani di Merlino vengono rovinati dal ritorno di Lucindo, innamorato ricambiato di Ninetta, rimasto lontano qualche tempo per il suo lavoro di militare, di cui lo stesso Prospero è stato tutore. Lucindo, apprendendo delle mire di Merlino, lo minaccia apertamente e Merlino, spaventato, si trova costretto a chiedere l'aiuto di Prospero.

### Atto II
Lucindo progetta una fuga notturna con Ninetta. Merlino vorrebbe rinunciare all'inganno e fuggire, ma Fabbrizio lo convince a tentare di rubare la dote, chiusa in uno scrigno della cui chiave è riuscito ad impossessarsi, custodito in una stanza che si dice frequentata dagli spiriti. Prospero scende in questa stanza per controllare la dote e vi scorge Merlino intento al furto, il quale dapprima crede di avere a che fare col diavolo, poi comprende che si tratta di Prospero e finge di essere un fantasma, costringendo alla fuga il mancato suocero. Prospero, uscito all'aperto, si imbatte in Lucindo e Ninetta che cercano di fuggire, poi giunge anche Merlino con la dote appena rubata. L'oscurità genera una grande confusione, poi tutti si riconoscono con imbarazzo: la fuga dei due amanti è sventata, ma Merlino riesce a portare via il tesoro.
Prospero scopre il furto della dote e si dispera, ma subito giunge Lucindo che rivela di avere sorpreso Merlino e Fabbrizio intenti a spartirsi il tesoro sottratto dallo scrigno. Merlino confessa il tentato raggiro, chiedendo a Prospero di consentire l'unione tra Ninetta e Lucindo; in cambio prega Lucindo di intercedere presso Prospero affinché lo perdoni. Prospero cede, e permette a Ninetta di sposare Lucindo.

## Struttura musicale
- Sinfonia

### Atto I
- N. 1 - Introduzione e Cavatina di Prospero Qual onor per il Paese - Grazie amici. A tali accenti (Coro, Fabbrizio, Ninetta, Prospero)
- N. 2 - Cavatina di Merlino Che piacer girando il Mondo
- N. 3 - Aria di Ninetta Donne care, il nostro stato
- N. 4 - Duetto fra Merlino e Ninetta Nel vederti, o Luna mia
- N. 5 - Cavatina di Lucindo Deh rendi all'alma
- N. 6 - Quartetto Al primiero Magistrato (Merlino, Prospero, Lucindo, Ninetta)
- N. 7 - Aria di Fabbrizio Il Militar, che sprezza
- N. 8 - Aria di Merlino Quando sento sfidarmi a Duello
- N. 9 - Finale I Il Segretario (Fabbrizio, Lucindo, Merlino, Prospero, Coro, Ninetta, Lisetta)

### Atto II
- N. 10 - Aria di Lisetta È un tesor, che non ha prezzo
- N. 11 - Aria di Lucindo Quando le folte tenebre
- N. 12 - Terzetto fra Lucindo, Ninetta e Merlino Se la tua vita hai cara
- N. 13 - Aria di Prospero È una Figlia da Marito
- N. 14 - Duetto fra Merlino e Prospero Oh che voce sepolcrale!
- N. 15 - Quintetto È la notte già avanzata (Lucindo, Ninetta, Lisetta, Merlino, Prospero, Coro)
- N. 16 - Aria di Fabbrizio Se finor ridente il volto
- N. 17 - Aria di Ninetta e Finale II Quando mai crudele Amore (Ninetta, Coro, Prospero, Lisetta, Lucindo, Merlino, Lisetta, Fabbrizio)